# Sergi Centell i Nieto
Sergi Centell i Nieto (Barcelona, 24 de gener de 1955) és un antic jugador d'hoquei sobre patins català de les dècades de 1970 i 1980.

## Trajectòria
S'inicià al col·legi Claret amb 7 anys, passant posteriorment als equips inferiors del FC Barcelona. L'any 1972 començà a jugar al primer equip blaugrana. Jugà dues temporades al Reus Deportiu entre 1974 i 1976, retornant, a continuació al Barcelona, club que deixà el 1985. Té un brillantíssim palmarès, que inclou nou lligues, quatre copes, deu copes d'Europa, sis supercopes d'Europa, i el Torneig de les Nacions. La temporada següent la jugà al CN Piera.
Ha estat al voltant de 80 cops internacional, entre 1975 i 1982, i ha guanyat dos campionats d'Europa (Barcelona 1979, Essen 1981), i un del món (Xile 1980).

## Palmarès
FC Barcelona
- Copa d'Europa:
  - 1972-73, 1973-74, 1977-78, 1978-79, 1979-80, 1980-81, 1981-82, 1982-83, 1983-84, 1984-85
- Supercopa d'Europa:
  - 1979-80, 1980-81, 1981-82, 1982-83, 1983-84, 1984-85
- Copa Intercontinental:
  - 1983
- Lliga espanyola:
  - 1973-74, 1976-77, 1977-78, 1978-79, 1979-80, 1980-81, 1981-82, 1983-84, 1984-85
- Copa espanyola:
  - 1978, 1979,1981, 1985
- Copa de les Nacions:
  - 1978

Espanya
- Campionat del Món:
  - 1980
- Campionat d'Europa:
  - 1979, 1981
- Copa de les Nacions:
  - 1975, 1980
- Campionat d'Europa Júnior:
  - 1973